# SN 1997D
SN 1997D è una supernova del tipo II che è stata scoperta per l'astronoma ed astrofisica brasiliana Duília de Mello in 14 gennaio 1997, durante un'osservazione in Cile nell'osservatorio ESO con il telescopio di 1,52m in La Silla.
La SN 1997D è localizzata a 11' est e 43" sud del nucleo della galassia NGC 1536.